# Museo nazionale di Danzica
Il Museo Nazionale di Danzica (in polacco Muzeum Narodowe w Gdańsku), fondato nel 1972 a Danzica (anche se la storia risale al terzo quarto del XIX secolo), è uno dei rami principali del sistema museale nazionale della Polonia.

## Storia
La sua sede principale è nell'antico monastero francescano tardo-gotico, che è stato utilizzato per ospitare mostre dalla fine del XIX secolo. Durante quel periodo era conosciuto come Danziger Stadtmuseum, che teneva una notevole collezione di opere d'arte storiche. Nel 1884, la collezione fu ampliata con reperti provenienti dal Danziger Kunstgewerbemuseum quando le due istituzioni si fusero. Il nucleo della collezione del museo costituisce la collezione di Jacob Kabrun, che comprende diverse migliaia di quadri, disegni e stampe di maestri europei dalla fine del XV all'inizio del XIX secolo.
Dopo la fine della seconda guerra mondiale, il 65% dell'edificio principale del museo fu distrutto e gran parte delle collezioni del museo andarono perse, compresi tutti i reperti numismatici e le opere d'arte dell'Estremo Oriente. Anche la biblioteca e parte dei documenti del museo andarono persi o distrutti. La prima mostra del dopoguerra fu aperta nel 1948 e il museo cambiò il suo nome in "Museo della Pomerania a Danzica". Nel 1956, il capolavoro di Hans Memling il Giudizio Universale tornò a Danzica così come parte delle collezioni di dipinti e stampe. Originariamente il museo era situato nel Palazzo Opatów a Oliwa e costituiva il dipartimento etnografico del museo. Dal 1989, il palazzo ospita la collezione di arte moderna del museo.
Dalle ricche collezioni del Museo della Pomerania sono stati creati diversi altri musei, tra cui: Museo Nazionale Marittimo (1960), il Museo Archeologico (1962) e il Museo Storico di Danzica (1971). Nel 1972, fu rinominato come Museo Nazionale di Danzica.
Nel 2017, il museo ha attirato 162.137 visitatori.

## Dipartimenti

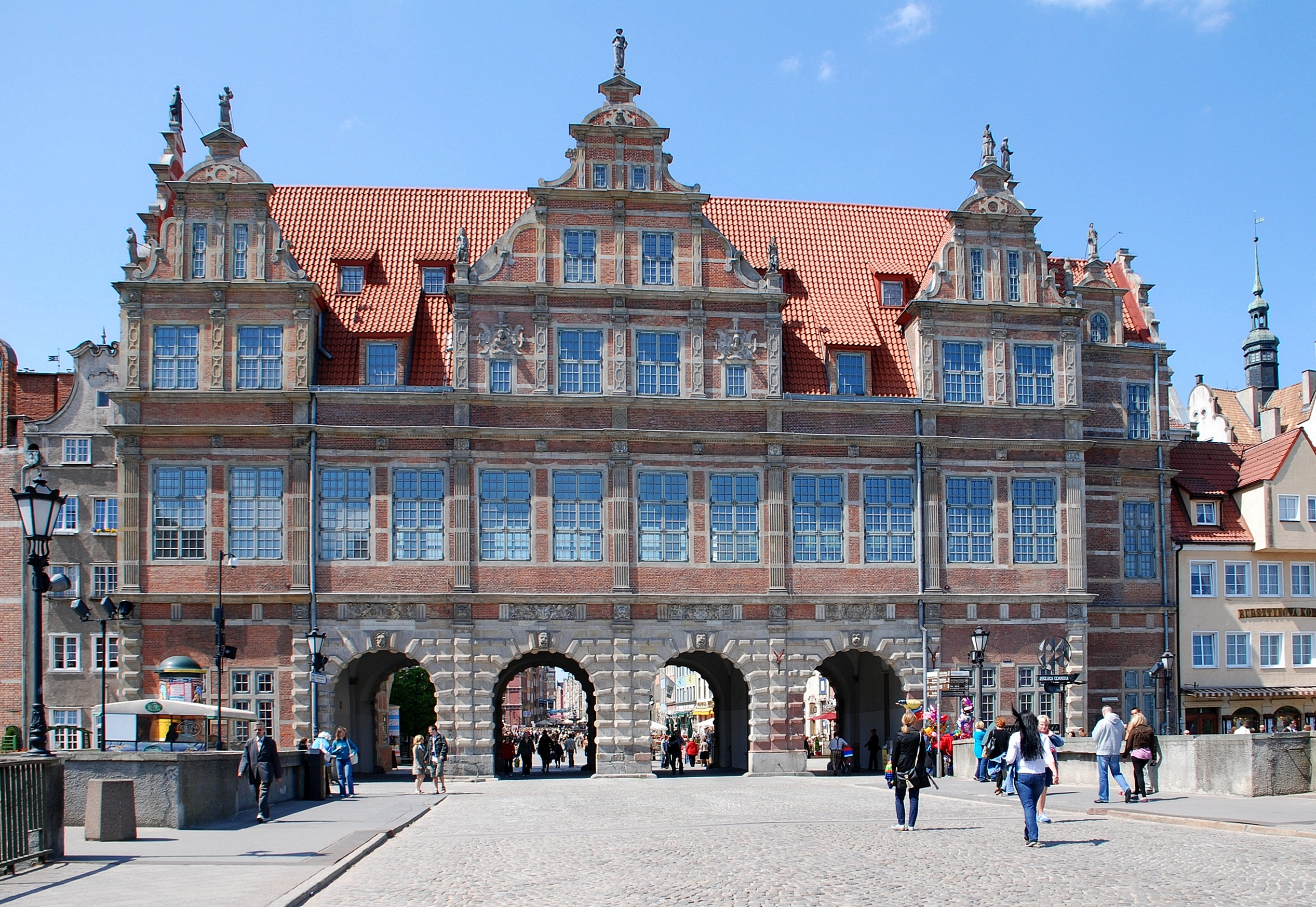
Porta Verde

Attualmente il museo ha sette dipartimenti:
Dipartimento di Arte Antica, contiene il Giudizio Universale di Hans Memling
Dipartimento di Arte Moderna, nel Palazzo Opatów a Oliwa
Dipartimento di Etnografia, nello Spichlerz Opacki ("Granaio dell'Abate")
Dipartimento della Porta Verde

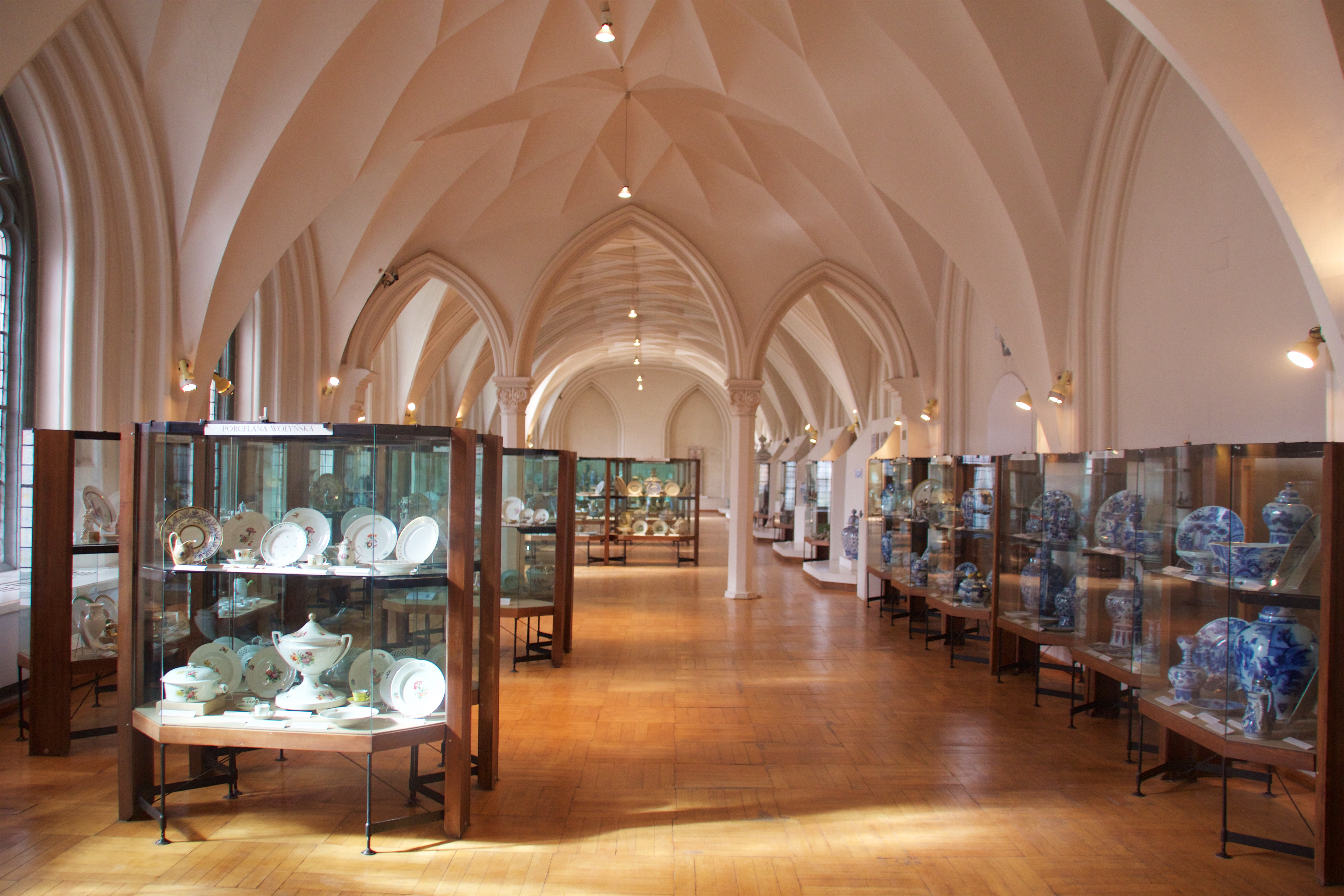
Interno del museo, nel edificio principale

Galleria della Fotografia di Danzica
Museo dell'Inno Nazionale a Będomin
Museo delle tradizioni della Szlachta a Waplewo Wielkie

## Direttori del museo
- Jan Chranicki (1948-1970)
- Janusz Wąsowicz (1970-1974)
- Jan Przała (1974-1980)
- Józef Kuszewski (1980-1983)
- Teresa Milewska (1983-1988)
- Tadeusz Piaskowski (1988-2004)
- Wojciech Bonisławski (2004-2019)
- Jacek Friedrich (2020)[7]

## Galleria d'immagini

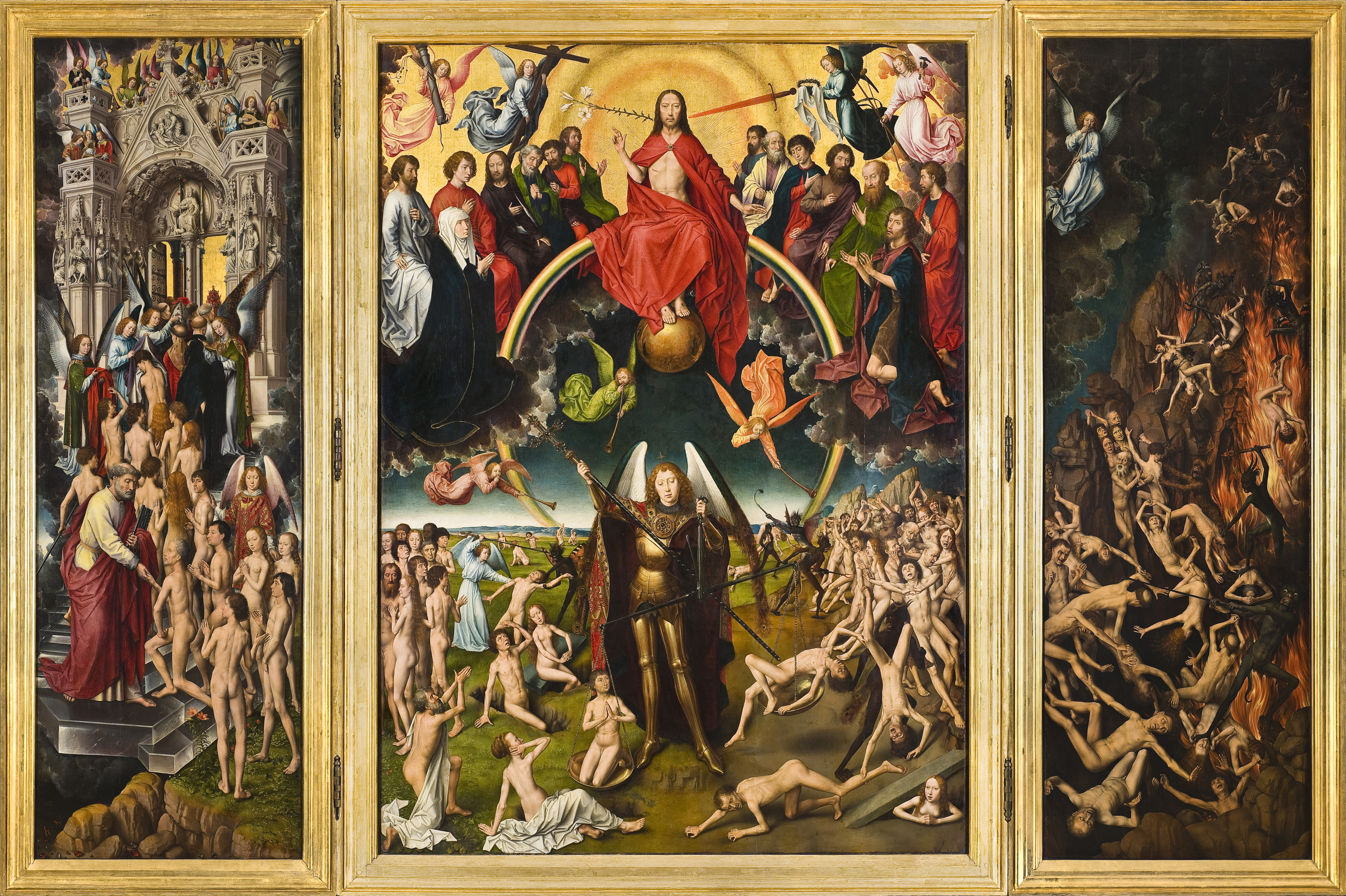
Giudizio Universale, Hans Memling, (tardi anni '40 del XV secolo)
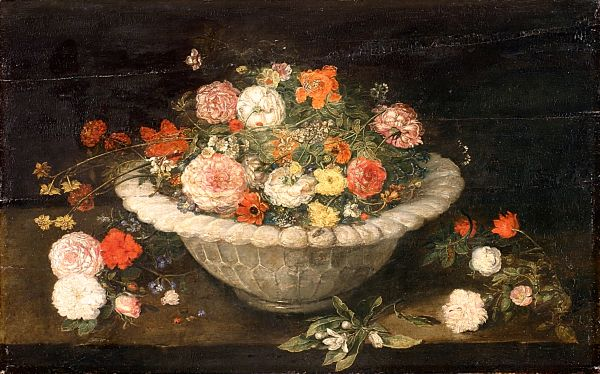
Ciotola con fiori, Jan Bruegel il Giovane, (ca.1630)
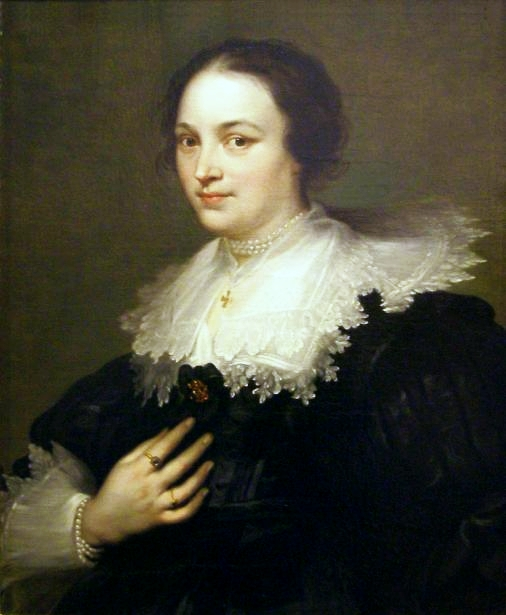
Ritratto di donna, Antoon van Dyck, (ca. 1630)
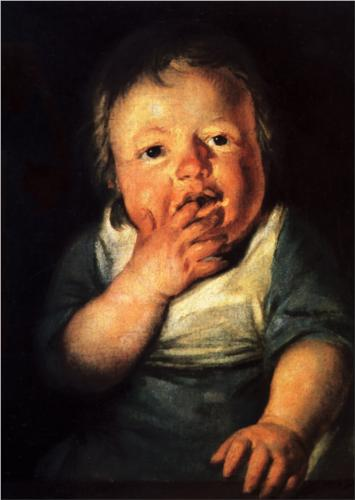
Studio su un bambino, Jacob Jordaens, (1626)
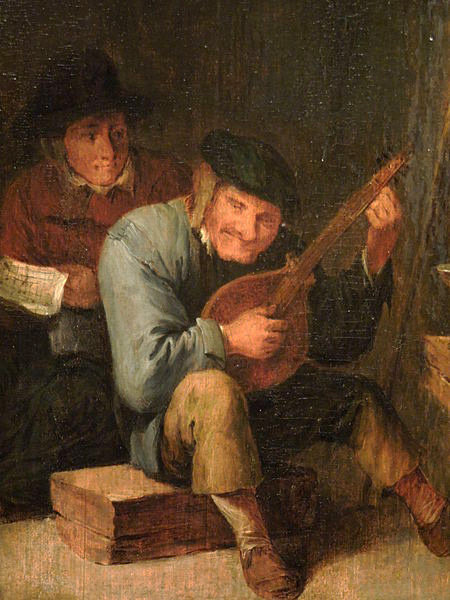
Il musico ed il cantante, David Teniers il Giovane, (ca.1650)
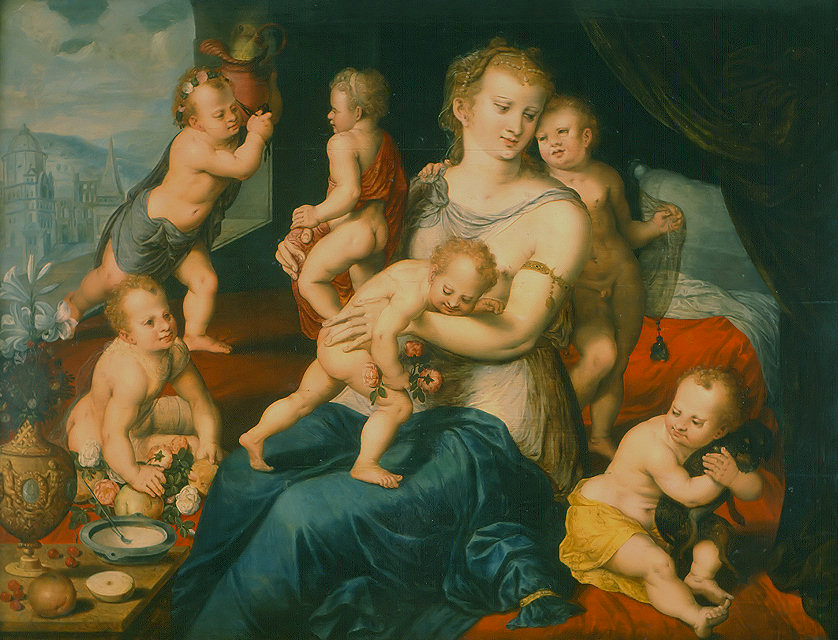
Caritas, Frans Floris
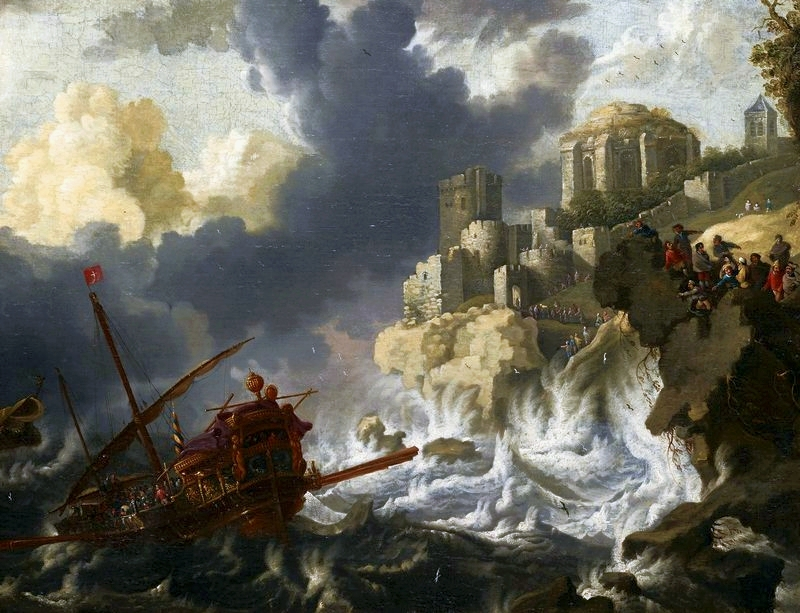
Navi in mare, Jan Peeters il Vecchio, (ca.1650)
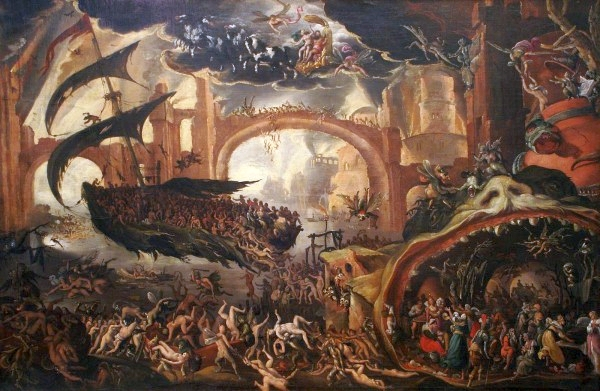
La barca di Caronte, Isaac Claesz. van Swanenburg, (ca.1625)
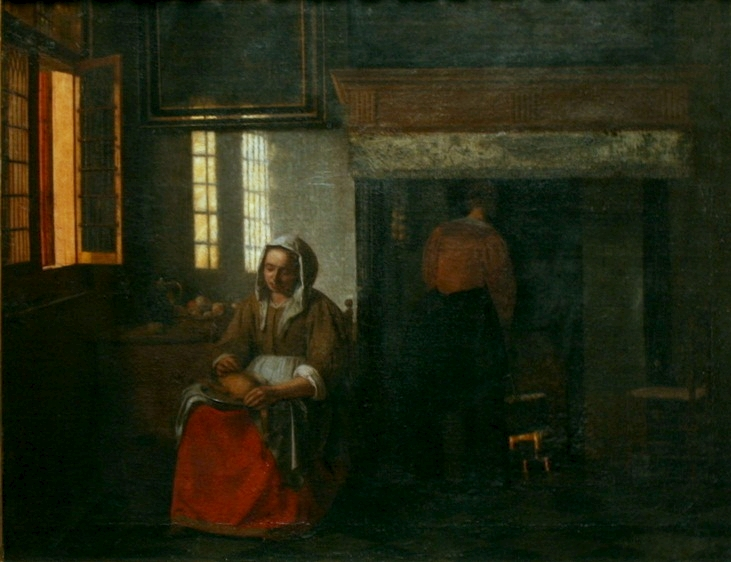
Donna che spenna un'anatra, Pieter de Hooch, (between 1665 and 1668)
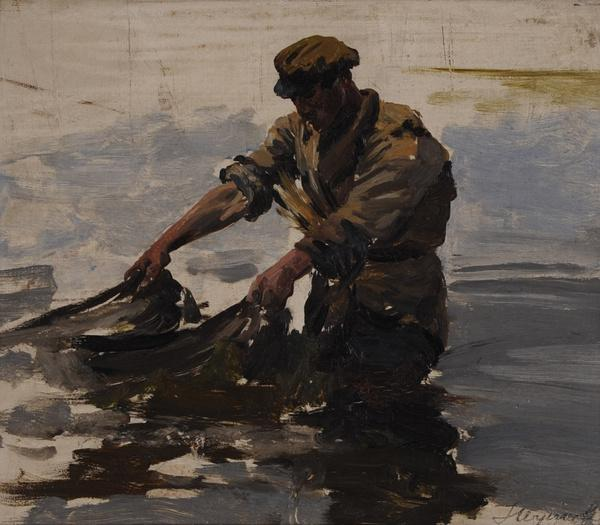
Pescatore con reti, Leon Wyczółkowski, (ca.1890)
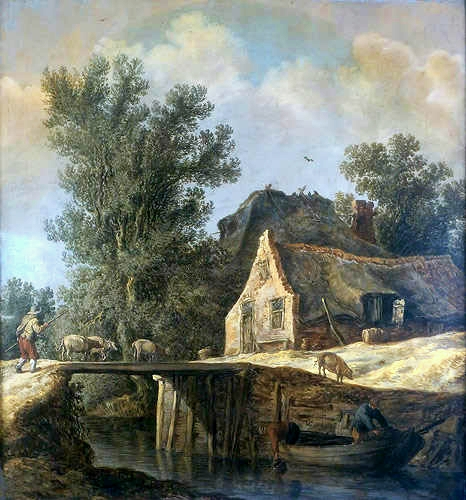
Casette sul canale, Jan van Goyen, era parte della collezione Jacques Goudstikker